# Mładost Carew Dwor
Mładost Carew Dwor (maced. ФК Младост Царев Двор) – północnomacedoński klub piłkarski, mający siedzibę we wsi Carew Dwor w pobliżu Resenu na południowym zachodzie kraju.

## Historia
Chronologia nazw:
- 1930: FK Mladost Carew Dwor (mac. „Младост” Царев Двор)

Klub został założony w 1930 roku jako Mladost. Na początku swojej historii zespół występował w regionalnych ligach. Największy sukces osiągnął w 2014 zdobywając najpierw mistrzostwo jednej z grup III ligi, a potem wygrywając w 2 rundach meczów play-off o awans do drugiej ligi. W sezonie 2014/15 startował w II lidze mistrzostw Macedonii. W swoim debiutanckim sezonie zajął drugie miejsce w II lidze i zdobył historyczny awans do I ligi.

## Sukcesy

### Trofea międzynarodowe
Nie uczestniczył w rozgrywkach europejskich (stan na 31-05-2015).

### Trofea krajowe
| \| \| Zdobyte trofea w rozgrywkach Macedonii Północnej (stan na: 31-05-2015) \| |                                                                        |      |          |
| Rozgrywki                                                                       | Osiągnięcie                                                            | Razy | Sezon(y) |
| Mistrzostwo                                                                     | I miejsce                                                              | 0    |          |
| Mistrzostwo                                                                     | II miejsce                                                             | 0    |          |
| Mistrzostwo                                                                     | III miejsce                                                            | 0    |          |
| Mistrzostwo                                                                     | ? miejsce                                                              | 1    | 2016     |
| Puchar                                                                          | zdobywca                                                               | 0    |          |
| Puchar                                                                          | finalista                                                              | 0    |          |
| Puchar                                                                          | 1/8 finału                                                             | 1    | 2016     |
| II liga                                                                         | I miejsce                                                              | 0    |          |
| II liga                                                                         | II miejsce                                                             | 1    | 2015     |
| II liga                                                                         | III miejsce                                                            | 0    |          |
| Macedonia Północna                                                              | Zdobyte trofea w rozgrywkach Macedonii Północnej (stan na: 31-05-2015) |      |          |

## Stadion
Klub rozgrywa swoje mecze domowe na stadionie Gradskim w Resenie, który może pomieścić 1,500 widzów.